# توم مورو
توم مورو (بالإنجليزية: Tom Morrow)‏ هو لاعب كرة قدم أمريكية أمريكي، ولد في 3 يونيو 1938 في جورجيانا في الولايات المتحدة.